# Warberg IC
Warberg IC (tidigare Warbergs IC 85, kallas även WIC och WIC85) är en innebandyklubb från Varberg i Sverige, grundad 8 november 1985. Klubben spelar sina hemmamatcher i Sparbanken Wictory Center även kallad SWC.
Warberg IC hade tre spelare med i truppen för VM i Sverige 2006, där Sverige tog guld: Peter Sjögren, Kimmo Eskelinen och Magnus Svensson. Andra kända spelare som spelat i klubben är Mathias Larsson, Martin Emanuelsson, Jimmy Lindblom och Jim Canerstam.